# 天然変性タンパク質

SUMOタンパク質（SUMO-1）のコンフォメーションの柔軟性（PDB:1a5r）。中央部は比較的オーダーした構造を示す。逆に、N末端（左）とC末端（右）の領域は天然変性状態であるが、N末端のテールには短いヘリックス領域が持続的に存在する。10個のNMRモデルのモーフィング。二次構造要素はαヘリックスが赤、βストランドが青で示されている。

天然変性タンパク質（てんねんへんせいタンパクしつ、英: intrinsically disordered proteins、略称: IDP）とは、固定された、もしくは整った（「オーダーした」）三次元構造を持たないタンパク質である。IDPは、完全に構造をとらない状態から部分的に構造をとる状態までをカバーし、ランダムコイルやモルテングロビュール、柔軟なリンカーで連結された複数ドメインタンパク質などが含まれる。IDPはタンパク質の主要なタイプの1つを構成する（ほかは球状タンパク質、線維状タンパク質、膜タンパク質）。
IDPの発見は、タンパク質の機能は固定された三次元構造に依存するというタンパク質構造の伝統的パラダイムに異議を唱えるものであった。2000年代と2010年代を通じて、構造生物学のさまざまな分野からの証拠によってこのドグマに異議が唱えられ、そこにはタンパク質動力学が深く関係していることが示唆された。IDPは安定した構造をとらないにもかかわらず、非常に大きな、そして機能的にも重要なタンパク質のクラスである。ある場合には、IDPは他の高分子に結合した後に固定された三次元構造をとることもある。全体として、IDPは多くの点で構造をとるタンパク質とは異なっており、機能、構造、配列、相互作用、進化、そして調節の点で異なる傾向を有している。

## 歴史

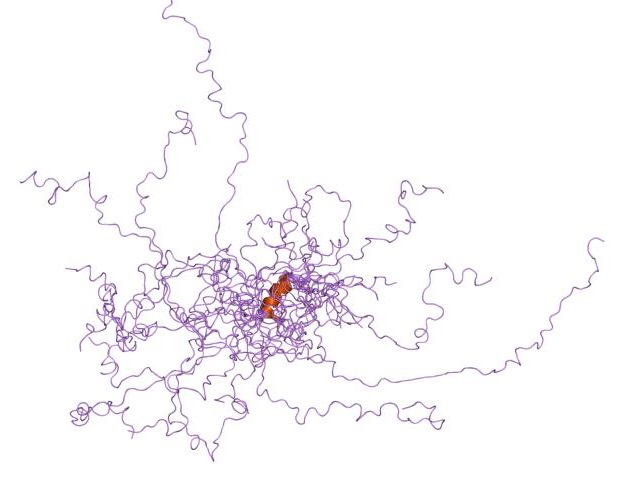
Thylakoid soluble phosphoprotein TSP9のNMR構造アンサンブル。タンパク質鎖の大部分が柔軟であることが示されている。

1930年代から1950年代にかけて、最初のタンパク質構造がX線結晶構造解析によって解かれた。これら初期の構造から、タンパク質の生物学的機能には固定された三次元構造が必要であるという可能性が示唆された。またこれらは、タンパク質のアミノ酸配列がその構造を決定し機能を決定するという点で、分子生物学におけるセントラルドグマを強固なものとした。1950年Karushは、'Configurational Adaptability'（立体配置の適応性）について記したが、これはこの想定とは矛盾するものであった。彼は、タンパク質は同じエネルギーレベルの複数の立体配置をとり、他の基質へ結合した際にそのうちの1つが選ばれる、と確信していた。1960年代のレヴィンタールのパラドックスは、長いポリペプチド鎖のコンフォメーションの網羅的探索では生物学的なタイムスケール（マイクロ秒から分単位）で単一の折り畳まれたタンパク質構造へたどりつかないことを示唆した。興味深いことに、多くの（小さな）タンパク質やタンパク質ドメインでは、比較的迅速で効率的なリフォールディング（再フォールディング）がin vitroで観察される。1973年のアンフィンセンのドグマでも述べられているように、これらのタンパク質の固定された三次元構造は、その一次構造（アミノ酸配列）に一意にコードされており、速度論的に可能で生理学的条件下で安定であり、このような「オーダーした」（ordered）タンパク質の天然状態であると考えられる。
しかしその後の数十年間で、大きなタンパク質で多くの領域がX線結晶構造解析のデータセットで帰属を行うことができず、これら領域は結晶中で複数の位置を占めているため電子密度マップでは平均化されて見えなくなっていることが示唆された。結晶格子に対して固定された一意な位置をとらないことは、これらの領域が「ディスオーダー」（disordered）していることを示唆している。タンパク質の核磁気共鳴分光法（NMR）による解析においても、解かれた構造アンサンブルの多くに大きな柔軟なリンカー領域や末端部が存在することが示された。 
タンパク質は一部の領域が他の部分よりも拘束された類似構造のアンサンブルとして存在する、という考えは現在では一般的に受け入れられている。IDPはこの柔軟性のスペクトルの極端に位置し、局所的構造傾向を有するタンパク質や柔軟な複数ドメインの集合体もIDPに含まれる。タンパク質中の高度に動的なディスオーダー領域は、アロステリック調節や酵素触媒などの機能的に重要な現象と関連付けられている。
2000年代には、バイオインフォマティクスによるタンパク質中の天然変性状態の予測によって、天然変性状態は、タンパク質構造データベースの既知構造の中よりも、配列決定や予測に基づくプロテオーム中に多く見られることが示された。DISOPRED2による予測によると、長い（30残基以上の）ディスオーダー領域は、古細菌タンパク質の2.0%、真正細菌の4.2%、真核生物の33.0%に存在した。
2010年代には、α-シヌクレインやタウタンパク質など、疾患関連タンパク質中にIDPが多くみられることが明らかとなった。

## 生物学的役割
多くの天然変性タンパク質の受容体への結合親和性は翻訳後修飾によって調節されており、ディスオーダータンパク質の持つ柔軟性は、異なるコンフォメーションを要求する修飾酵素と受容体への結合を促進していると提唱されている。天然変性状態は細胞シグナリング、転写、クロマチンリモデリング機能に関与するタンパク質に特に多くみられる。進化上最近になって新規に誕生した遺伝子も高度のディスオーダーを有する傾向にある。

### 柔軟なリンカー
ディスオーダー領域は多くの場合、ドメイン間をつなぐ柔軟なリンカーやループとして見いだされる。リンカー配列の長さはきわめて多様であるが、一般的に極性があり電荷を持たないアミノ酸に富んでいる。柔軟なリンカーは、結合パートナーをリクルートするために連結されたドメインが自由にねじれたり回転したりすることを可能にする。またリンカーは、結合パートナーが長距離のアロステリック効果によって大規模なコンフォメーション変化を引き起こすことを可能にする。

### Linear motif
Linear motifはタンパク質中のディスオーダーした短い領域で、他のタンパク質や他の生体分子（RNA、DNA、糖など）との機能的な相互作用を媒介する。Linear motifの役割の多くは、細胞機能の調節、例えば細胞の形状、個々のタンパク質の細胞内局在、調節タンパク質のターンオーバーの制御などに関係している。多くの場合、リン酸化などの翻訳後修飾が個々のlinear motifの特定の相互作用の親和性を調節（数桁程度のオーダーであることも珍しくない）する。Linear motifの進化は比較的迅速であり、また新たな（低親和性の）相互作用面を作り出すための構造的拘束条件は比較的少数であるため、linear motifの検出は特に困難なものとなっている。しかし、linear motifが広範な生物学的役割を持っていること、また多くのウイルスが効率的に感染細胞をリコードするためにlinear motifを模倣したり乗っ取ったりしているという事実は、この挑戦的かつエキサイティングなトピックの研究の時期的緊急性を強調している。球状タンパク質とは異なり、IDPは空間的に配置された活性ポケットを持っていない。しかしNMRによる詳細な構造的同定が行われたIDPの80%には、PreSMos（pre-structured motifs）と名付けられた標的認識のための一過的な二次構造エレメントを持つlinear motifが存在する。いくつかの場合では、これらの一過的構造が標的への結合に伴って完全で安定な二次構造（ヘリックスなど）となることが示されている。したがって、PreSMosはIDPの活性部位であることが推定される。

### 共役したフォールディングと結合
構造をとらないタンパク質の多くでは、標的との結合に伴ってより構造的な状態への転換が起こる（MoRF）。共役したフォールディングと結合は、わずかな相互作用残基が関与する局所的なものであることもあるし、タンパク質ドメイン全体が関与することもある。近年、完全に構造化されたタンパク質でははるかに大きなタンパク質でのみ可能となるような大きな表面積の埋没が、共役したフォールディングと結合では可能となることが示された。さらに、ある種のディスオーダー領域は生物学的機能を調節する「分子スイッチ」として機能する可能性があり、低分子の結合、DNA/RNAの結合、イオンとの相互作用などによってオーダーしたコンフォメーションへと切り替えられる。
ディスオーダータンパク質が結合を行い機能を発揮する能力を有することは、タンパク質の構造安定性がこれらの能力の必要条件ではないことを示している。ディスオーダータンパク質には、short linear motifなどの短い機能的な部位が多くみられる。ディスオーダータンパク質とshort linear motifは、ヘンドラウイルス、C型肝炎ウイルス、HIV-1、ヒトパピローマウイルスなど、多くのRNAウイルスに特に豊富にみられる。これらのウイルスは、このようなタンパク質やモチーフを利用して多数の宿主タンパク質との結合を促進し操作することで、自らのゲノムの情報量の限界を克服している。

### 結合状態でのディスオーダー（fuzzy complex）
天然変性タンパク質は、他のタンパク質に特異的に結合した状態でもコンフォメーションの自由度を維持していることがある。結合状態での構造的ディスオーダーは静的なものであることも動的なものであることもある。Fuzzy complexでは、構造的複数性は機能に必須であり、ディスオーダー領域の操作によって活性が変化する。複合体のコンフォメーションのアンサンブルは、翻訳後修飾やタンパク質相互作用によって調節されている。DNA結合タンパク質の特異性はしばしばファジー領域の長さに依存しており、選択的スプライシングによって変化する。一部のfuzzy complexは高い結合親和性を示す可能性があるが、他の研究では外来性の蛍光色素だけでもこのような現象が観察されうることが示されている。

## 構造的側面
天然変性タンパク質は細胞の状況に応じてin vivoで多くの異なる構造へ適合し、構造またはコンフォメーションのアンサンブルを作り出す。
そのため、それらの構造は機能と強く関係している。しかし、天然状態で完全にディスオーダーしているタンパク質はわずかである。ディスオーダーの大部分は構造的タンパク質内の天然変性領域（IDR）に見つかる。天然変性タンパク質（IDP）という用語は、完全にディスオーダーしたタンパク質だけでなくIDRも含む。
タンパク質におけるディスオーダーの存在とその種類は、アミノ酸配列によって決定されている。一般的にIDPは、かさ高い疎水性アミノ酸が少なく極性があり電荷を持つアミノ酸が多いことで特徴づけられ、多くの場合疎水性が低いと表現される。この性質は水との良い相互作用をもたらす。さらに総電荷数の多さは、同じ電荷を持つ残基間の静電的反発のためにディスオーダーを促進する。このようなディスオーダー配列は十分に疎水性コアを埋めて安定な球状タンパク質へフォールディングすることができない。一部の場合では、ディスオーダー配列中の疎水性クラスターは共役したフォールディングと結合を行う領域を特定する手掛かりとなる。多くのディスオーダータンパク質には規則的な二次構造を全く持たない領域が存在する。これらの領域は、構造的なループとの比較で柔軟なループと呼ばれる。構造的ループは強固な構造を持ち1セットのラマチャンドラン角しか持たないが、IDPでは複数の角度が可能である。柔軟性という用語は構造を有するタンパク質でも用いられるが、ディスオーダータンパク質では異なる現象の記述のために用いられる。構造をとるタンパク質における柔軟性は平衡状態と結びつけられているが、IDPではそうではない。また、多くのディスオーダータンパク質には低複雑度領域（わずかな種類の残基で大部分が占められている配列）が存在する。低複雑度領域はディスオーダーの強い指標となるが、その逆は必ずしも正しくない。すなわち、すべてのディスオーダータンパク質が低複雑度領域を有しているわけではない。

## 実験的検証
天然変性領域予測の細胞内での大規模な検証は、ビオチン「ペインティング」によって可能である。
天然変性タンパク質は、精製することができれば、さまざまな実験手法によって同定することが可能である。タンパク質のディスオーダー領域に関する情報を得る主要な方法はNMR分光法である。また、Ｘ線結晶構造解析における電子密度の欠落もディスオーダーの徴候となる。
フォールディングしたタンパク質は密度が高く（部分比容は0.72-0.74 mL/g）、それに比例して小さな回転半径を有する。したがって、フォールディングしていないタンパク質は、サイズ排除クロマトグラフィー、分析超遠心、X線小角散乱（SAXS）など、分子量、密度、または流体力学的抗力に感度の高い手法によって検出することができる。また、フォールディングしていないタンパク質は二次構造を持たないことで特徴づけられるため、遠紫外光（170-250 nm）円偏光二色性分光法（特に200 nm付近の顕著な極小）や赤外分光法によっても分析することができる。フォールディングしていないタンパク質は主鎖のペプチド基が溶媒に露出しているため、プロテアーゼによって容易に切断される。完全に構造をとらないタンパク質領域は、低いプロテアーゼ濃度や短い分解時間でのタンパク質分解に対する高度の感受性によって実験的に検証することができる。また、迅速な水素-重水素交換が行われ、NMRによる測定では1Hアミドの化学シフトは小さなdispersion（<1 ppm）を示す（フォールディングしたタンパク質では、アミドプロトンは5 ppm程度が一般的である）。近年、Fast parallel proteolysis（FASTpp）などの新たな手法が導入され、精製を必要とせずにフォールディングしているかどうかを決定できるようになった。ミスセンス変異や、タンパク質パートナーの結合、（自己）重合によるフォールディング（コイルドコイルなど）といったわずかな安定性の差異もFASTppによって検出できることが、トロポミオシン-トロポニン相互作用の研究によって示された。
IDPの構造やダイナミクスをバルクで研究する方法としては、アンサンブルの形状情報にはSAXSが、原子レベルでのアンサンブルのリファインメントにはNMRが、分子相互作用やコンフォメーションの変化を可視化するためには蛍光が、タンパク質結晶中でより可動性の高い領域を明らかにするためにはX線結晶構造解析が、タンパク質のあまり固定されていない部分を明らかにするにはクライオ電子顕微鏡が、IDPのサイズ分布や凝集速度をモニターするためには光散乱が、IDPの二次構造をモニターするためにはNMRの化学シフトや円偏光二色性が利用される。
IDPを1分子で研究する方法としては、IDPのコンフォメーションの柔軟性や構造変化の速度を研究するためにはspFRETが、IDPやそのオリゴマー、凝集体のアンサンブルの高分解能情報を得るためには光ピンセットが、IDPの全体的な形状分布を明らかにするためにはnanoporeが、弱い力で長時間の構造変化を研究するためには磁気ピンセットが、IDPの時空間的柔軟性を直接的に可視化するためには高速原子間力顕微鏡が利用される。

## ディスオーダーのアノテーション

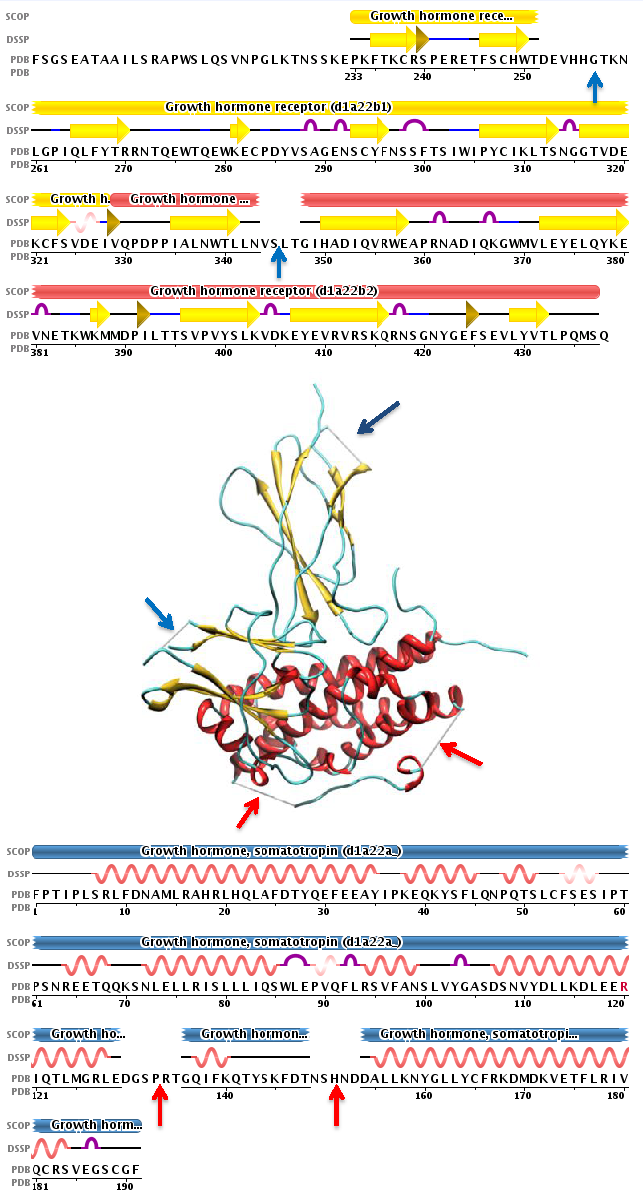
REMARK465 - X線構造中で電子密度がみられない領域はタンパク質のディスオーダーを表す（、受容体に結合したヒト成長ホルモン）。PDBデータベースのスクリーンショットとVMDによる分子表現。青と赤の矢印はそれぞれ受容体と成長ホルモンで観察されていない残基を示している。

天然変性状態は、実験的情報または専用ソフトウェアによる予測からアノテーションがなされる。ディスオーダー予測アルゴリズムは、一次配列構成、タンパク質のX線構造解析データセットで帰属されていない断片、NMR研究で柔軟な領域、アミノ酸の物理化学的性質に基づいて、天然変性傾向を高確度（約80%）で予測することができる。

### ディスオーダーのデータベース
天然変性状態のタンパク質配列をアノテーションするデータベースが設置されている。DisProtデータベースには、ディスオーダーが実験的に決定されたタンパク質断片のコレクションが含まれている。MobiDBは、実験的に収集されたディスオーダーのアノーテーション（DisProtなどから）とX線結晶構造解析で観察されていない残基やNMR構造中で柔軟な領域に基づいたデータが組み合わせられたデータベースである。

### IDPと構造をとるタンパク質の区別
ディスオーダーの予測には、ディスオーダータンパク質とオーダータンパク質とを区別することが不可欠である。IDPと非IDPを見分ける因子を見つけるための最初の段階の1つは、アミノ酸組成の偏りを特定することである。親水的または荷電したアミノ酸、A、R、G、Q、S、P、E、Kはディスオーダーを促進するアミノ酸として特徴づけられており、オーダーを促進するアミノ酸W、C、F、I、Y、V、L、Nは疎水的または荷電していない。残りのアミノ酸H、M、T、Dは曖昧でオーダー領域にもディスオーダー領域にも見つかる。この情報は、ほとんどの配列ベースの予測法の基礎となっている。NORS（NO Regular Secondary structure）領域としても知られる、二次構造をほとんどまたは全く持たない領域や低複雑度領域は容易に検出することができる。しかし、すべてのディスオーダータンパク質がこのような低複雑度配列を有するわけではない。

### 予測の手法
生化学的手法によるディスオーダー領域の決定は、非常にコストが高く時間もかかる。IDPの多様な性質のため、検出できるのはそれらの構造の特定の側面だけであり、十分な特徴づけには多数の異なる手法と実験が必要とされる。このことがIDPの決定のコストをさらに増加させている。この障害を克服するため、計算機ベースの手法がタンパク質の構造と機能の予測のために開発されている。バイオインフォマティクスの主要な目標の1つは予測によって知識を得ることである。IDPの機能の予測法も開発がなされており、linear motif部位などの構造情報を主に利用する。IDPの構造予測には、ニューラルネットワークや行列計算などさまざまなアプローチが存在し、さまざまな構造的・生物物理学的性質に基づいて行われる。
計算的手法の多くは、タンパク質がディスオーダーしているかどうかの予測に配列情報を利用する。こうしたソフトウェアの有名な例としては、IUPREDとDisopredがある。手法によってディスオーダーの定義は異なっている可能性がある。メタ予測は、異なる予測法を組み合わせてより完全で正確な予測を行う新たなコンセプトである。
ディスオーダータンパク質を予測するアプローチが異なるため、予測法の相対的な正確さを見積もることはかなり難しい。例えば、ニューラルネットワークはしばしば異なるデータセットでトレーニングが行われる。ディスオーダー予測分野は隔年のCASP実験の一部であり、三次元構造で観察されてない領域（PDBファイルでREMARK465とマークされた、X線構造で電子密度が観察されない領域）を見つける際の正確さによって手法を試験するようデザインされている。

## ディスオーダー状態と疾患
天然変性タンパク質は多数の疾患への関与が示唆されている。誤ったフォールディングがなされたタンパク質の凝集によってタンパク質は互いにランダムに結合を始めるため、多くのシヌクレイノパチーや毒性の原因となっており、がんや心血管疾患につながる可能性がある。生物は一生を通じて数百万コピーのタンパク質を合成するため、誤ったフォールディングが自然と発生してしまう可能がある。天然変性タンパク質であるα-シヌクレインは、そのようなタンパク質の1つであると考えられている。このタンパク質の細胞内での構造的柔軟性と修飾感受性は、誤ったフォールディングと凝集を引き起こしやすい。遺伝的ストレス、酸化・ニトロ化ストレス、ミトコンドリアの異常は、構造を取らないα-シヌクレインタンパク質の構造的柔軟性とそれに関連した疾患機構に影響を与える。p53やBRCA1など、重要ながん抑制タンパク質の多くは大きな天然変性領域を有している。タンパク質中のこのような領域は多くの相互作用を媒介する。細胞の本来の防御機構をモデルとして薬物を開発し、有害な基質の場所をブロックして阻害することで、疾患に対抗することができる。

## コンピュータシミュレーション
IDPは構造的不均質性が高いため、NMRやSAXSによる実験的パラメータとして得られるのは多数のきわめて多様なディスオーダー状態の平均（ディスオーダー状態のアンサンブル）である。したがって、これらの実験的パラメータの構造的示唆を理解するためには、コンピュータシミュレーションによってアンサンブルを正確に表現する必要がある。全原子分子動力学シミュレーションはこの目的で用いられることもあるが、ディスオーダータンパク質を表す力場の正確さという限界が存在する。しかしながら、一部の力場はディスオーダータンパク質のNMRデータを用いてパラメータが最適化され、ディスオーダータンパク質の研究のために特化した開発がなされている（例としてはCHARMM 22*、CHARMM 32、Amber ff03*など）。
実験的パラメータによって束縛された分子動力学シミュレーション（restrained-MD）もディスオーダータンパク質を特徴づけるために利用されている。基本的に、（正確な力場を用いた）MDシミュレーションによる全コンフォメーション空間のサンプリングは十分長い時間がかかる。IDPは構造的不均一性がきわめて高いため、計算に必要とされるタイムスケールはきわめて大きく、計算能力の限界もある。しかし、加速化MDシミュレーション、レプリカ交換シミュレーション、メタダイナミクス、マルチカノニカルMDシミュレーション、粗視化を用いる手法など、他の計算技術がより広いコンフォメーション空間をより小さなタイムスケールでサンプリングするために利用されている。
さらに、遺伝子や染色体バンドのGC含量の定量分析に基づいた研究など、IDPを分析するさまざまなプロトコルや手法が機能的IDP断片の理解のために用いられている。